# Nainema
Nainema - u Indian Witoto samoistny bóg stwórca i pan roślinności który stworzył świat z sennego marzenia. Znany pod teoninami: Nainuema, Naimuena,